# تيم هيثيرنغتون
تيم هيثيرنغتون (بالإنجليزية: Tim Hetherington)‏ هو صحفي ومراسل عسكري ومنتج أفلام ومصور ومخرج بريطاني وأمريكي، ولد في 5 ديسمبر 1970 في بيركنهيد ‏ في المملكة المتحدة، وتوفي في 20 أبريل 2011 في مصراتة في ليبيا بسبب آر بي جي.

## وصلات خارجية
- الموقع الرسمي
- تيم هيثيرنغتون على موقع IMDb (الإنجليزية)
- تيم هيثيرنغتون على موقع ألو سيني (الفرنسية)
- تيم هيثيرنغتون على موقع أول موفي (الإنجليزية)
- تيم هيثيرنغتون على موقع قاعدة بيانات الأفلام السويدية (السويدية)
- تيم هيثيرنغتون على موقع قاعدة بيانات الفيلم (الإنجليزية)
- تيم هيثيرنغتون على موقع كينوبويسك (الروسية)